# Bugularia dissimilis
Bugularia dissimilis är en mossdjursart som först beskrevs av George Busk 1852.  Bugularia dissimilis ingår i släktet Bugularia och familjen Bugulidae. Inga underarter finns listade i Catalogue of Life.